# La Genoveva
La Genoveva är en ort i Mexiko.   Den ligger i kommunen El Fuerte och delstaten Sinaloa, i den västra delen av landet, 1 200 km nordväst om huvudstaden Mexico City. La Genoveva ligger 28 meter över havet och antalet invånare är 711.
Terrängen runt La Genoveva är mycket platt. Runt La Genoveva är det ganska tätbefolkat, med 72 invånare per kvadratkilometer. Närmaste större samhälle är Los Mochis, 11,5 km sydväst om La Genoveva. Trakten runt La Genoveva består till största delen av jordbruksmark.